# Zgryzanie

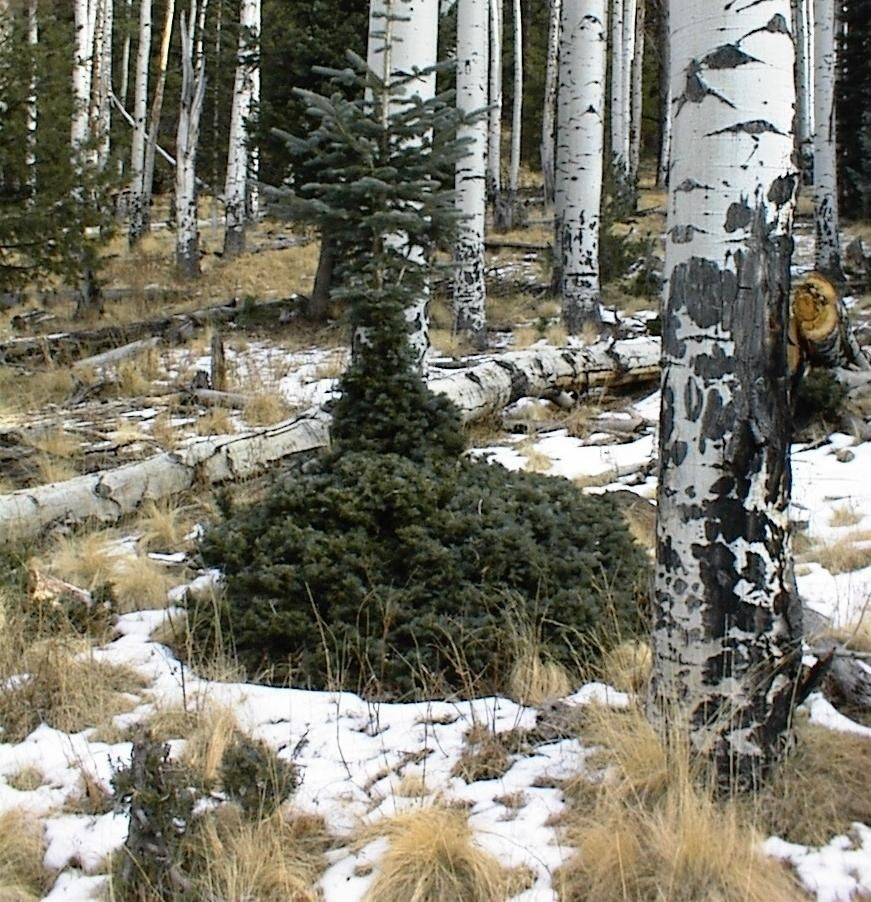
Jodła górska ze śladami zgryzania przez jeleniowate. Górna część drzewa przerosła zasięg tych zwierząt i rośnie normalnie.

Zgryzanie – rodzaj szkód wyrządzanych przez jeleniowate i zającowate w młodych drzewostanach. W wyniku zgryzania uszkodzeniu ulegają pędy wierzchołkowe siewek i sadzonek wraz z liśćmi i pączkami w odnowieniach oraz zalesieniach.
Długość zgryzania pędów zależy od gatunku zwierzęcia, grubości i stopnia zdrewnienia pędu oraz od pory roku. Sarny zgryzają tylko wierzchołki pędów, natomiast daniele, jelenie i łosie znacznie dłuższe ich odcinki. W najmłodszych odnowieniach często zgryzane sadzonki zostają wyrwane z korzeniami. Spowodowane jest to brakiem siekaczy w górnej szczęce jeleniowatych, które podcinają pędy dolnymi siekaczami i szarpnięciem głowy odrywają górną część pędu. Niekiedy wyrywane są całe rośliny, szczególnie wówczas, gdy są słabo zakorzenione. Grubsze pędy jeleniowate miażdżą trzonowcami. Miejsce zgryzienia pędu charakteryzuje się nierówną i postrzępioną powierzchnią. Jeleniowate wyrządzają szkody przez zgryzanie głównie wśród kilkuletnich drzewek, różnych gatunków lasotwórczych (np. sosna zwyczajna) i domieszkowych.
Zającowate zgryzają pędy młodych drzew w zalesieniach i odnowieniach lasu, w zadrzewieniach śródpolnych oraz sadach. Zniszczenia powodowane przez zające są rozproszone, a przez króliki skoncentrowane na danym obszarze co spowodowane jest stadnym trybem życia tego gatunku. Zającowate zgryzają dłuższe odcinki pędów niż jeleniowate, grubości do 1 cm i na wysokości do 1 m od podłoża. W wyniku ciągle rosnących siekaczy, zającowate zgryzają więcej pędów niż zjadają. Miejsce zgryzienia pędu charakteryzuje się gładką powierzchnią i jest skośne w stosunku do osi pędu. Zającowate wyrządzają szkody przez zgryzanie głównie na obszarach odnowień sztucznych lasów oraz w drzewostanach przebudowy, gdzie zgryzaniu ulegają sadzonki drzew liściastych (np. buku, dębu, klonu).
Lokalnie zgryzanie może być spowodowane przez wiewiórki pospolite wśród siewek oraz żubry, które wyrządzają duże szkody w młodych drzewkach na obszarach, gdzie występują (np. Bieszczady, Puszcza Białowieska).
Zgryzanie drzew przez roślinożerne ssaki przyczynia się do opóźnionego wzrostu młodych drzew, powstawaniu deformacji rozwojowych oraz do obumierania drzew. W latach 2009–2013 w Polsce uszkodzenia lasów poprzez zgryzanie zostały stwierdzone na powierzchni 32657 ha, co stanowi główną przyczynę uszkodzeń w polskich lasach, przede wszystkim w województwach: dolnośląskim (4844 ha), wielkopolskim (3087 ha) i lubuskim (2897 ha). Łącznie uszkodzenia spowodowane przez zgryzanie stanowiły 22,1% wszystkich rodzajów uszkodzeń.